# IJscowagen

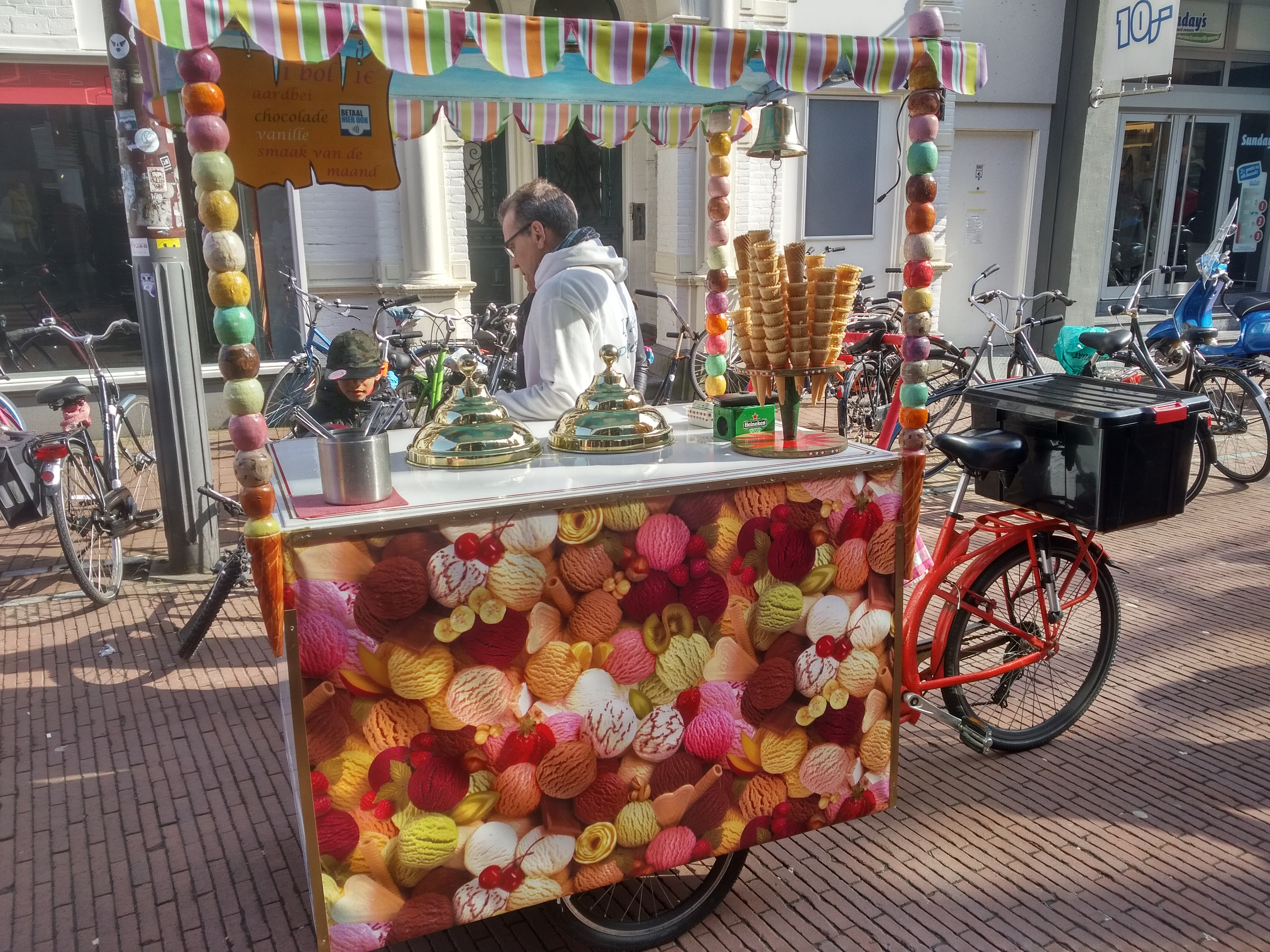
Een ijscokar in Groningen

Een ijscowagen of ijsco-kar is een kar waaruit ijs verkocht wordt door een ijsverkoper of ijscoman. De wagen is vaak voorzien van een bel of ander herkenbaar geluid om de clientèle van zijn aanwezigheid kennis te geven.
Een ijscowagen kan zowel een gemotoriseerde wagen zijn met daarin softijsmachines, koeling en dergelijke, of een karretje dat achter een fiets kan worden gezet.
In Nederland bedient de ijsverkoper zich vaak met een driewielige bakfiets, al dan niet met hulpmotor. Voor het verkopen van ijs vanuit een ijscowagen is veelal een zogenaamde ventvergunning nodig. De regelgeving omtrent het venten van ijs is per gemeente verschillend. In een aantal gemeenten is er, om de bureaucratie te beperken, alleen een meldplicht. In andere gemeenten, zoals Utrecht en Amsterdam, is het verplicht om een ventvergunning aan te vragen.